# Хёгберг, Элизабет
Э́лизабет Хёгберг (швед. Elisabeth Högberg; род. 7 ноября 1986, Ядраес) — шведская биатлонистка. Участница Зимних Олимпийских игр в Ванкувере (2010) и Пхёнчхане (2018), чемпионка Европы в спринте (2020), победительница и призёрка этапов Кубка мира по биатлону в эстафетах, победительница и призёрка этапов Кубка IBU.

## Спортивная карьера
Элизабет Хёгберг начала заниматься биатлоном в 2001 году. Через 7 лет ей удалось пробиться в сборную Швеции.
В 2010 году спортсменка принимала участие на Олимпийских играх в Ванкувере. В эстафетной гонке Хёгберг вместе со своими партнершами заняла пятое место.
Единственная победа на этапах Кубка мира была одержана в эстафете в немецком Рупольдинге 15 января 2010 года.
Тренером спортсменки является Марко Лаасконен.

## Кубок мира
- 2009-2010 — 89-е место
- 2010-2011 — 70-е место
- 2011-2012 — 76-е место
- 2012-2013 — 68-е место
- 2013-2014 — 69-е место
- 2014-2015 — 55-е место
- 2015-2016 — 61-е место
- 2016-2017 — 93-е место
- 2017-2018 — 64-е место
- 2018-2019 — 43-е место
- 2019-2020 — 88-е место

## Участие в Олимпийских играх
| Год  | Место проведения | Инд | Спр | Пр | МС | Эст |
| ---- | ---------------- | --- | --- | -- | -- | --- |
| 2010 | Ванкувер         | 77  | -   | -  | -  | 5   |